# Gävle
Gävle (aussi écrit : Gefle, prononcé ['jɛvlə] ou YÈV-lë, Gèfle en français) est une ville du centre de la Suède, située à l'embouchure de la rivière Dalälven, qui se jette dans la mer Baltique. Elle est la capitale du comté de Gävleborg et la ville principale de la commune de Gävle. Elle compte environ 71 000 habitants.

## Histoire

### Moyen Âge et époque moderne
Ses premiers privilèges lui sont confiés par Éric XIII en 1419. En 1792, les États du royaume de Suède s'y réunissent.
On pense que le nom Gävle dérive du mot gavel, qui signifie « berges » en vieux suédois et qui fait référence à la Gavleån (rivière Gävle). La plus ancienne localité s'appelait Gävle-ägarna, ce qui signifie « propriétaires de gavel ». Ce nom a été abrégé en Gävle, puis Gefle, et enfin Gävle.
Gävle est mentionnée pour la première fois en tant que ville dans les livres d'histoire officiels en 1413, mais n'a reçu ses chartes officielles qu'en 1446.
Pendant longtemps, Gävle n'a été constituée que de petits bâtiments en bois, bas, couverts de gazon ou de bardeaux. Des hangars à bateaux bordaient les rives de Gavleån, Lillån et Islandsån. Jusqu'au XVIIIe siècle, la ville a été construite, comme c'était l'usage à l'époque, autour des trois bâtiments les plus importants : l'église, le palais régional et l'hôtel de ville.
Dans les années 1400, Gävle s'est développée en tant que ville et a prospéré grâce au commerce permis par son port et son fleuve. Cependant, dans les années 1500, Sten Sture a interdit à Gävle de poursuivre le commerce international. À cette époque, la ville n'était autorisée à commercer qu'avec Stockholm et Åbo, qui faisait alors partie de la Suède. Les restrictions ont été levées en 1531, lorsque six navires ont été autorisés à faire du commerce de fer, de cuivre et de peaux. En 1546, Gustave Vasa a autorisé un commerce illimité à destination et en provenance de Gävle, à l'exception du cuivre.
En 1569, un incendie détruit une grande partie des documents archéologiques de Gävle datant du Moyen Âge.
Au cours des 300 dernières années, Gävle a été incendiée à trois reprises. Après l'incendie de 1776, la ville a été reconstruite avec des rues droites et des îlots rectangulaires. Le nombre de maisons en pierre et en brique a également commencé à augmenter. Le plus grand incendie de la ville s'est produit en 1869 : sur une population d'environ 10 000 habitants, quelque 8 000 ont perdu leur maison et environ 350 fermes ont été détruites. Presque toute la ville au nord de Gavleån a été brûlée. Tous les bâtiments situés au sud de Gavleån ont été épargnés. Un quartier de la vieille ville, situé entre le musée et la bibliothèque, a été préservé jusqu'à aujourd'hui en tant que réserve historique, Gamla Gefle.
Après la catastrophe de l'incendie, Gävle a développé son plan quadrillé caractéristique avec de grandes esplanades et des espaces verts. C'est aujourd'hui une ville verte avec de larges avenues. L'idée principale de ce développement était de prévenir la propagation de futurs incendies de ville.
En juillet 1719, Hugo Hamilton, qui a construit le fort de Fredriksskans, défend Gävle contre les attaques russes. Après avoir attaqué le long de la côte, les forces russes, au nombre de 5 000 et sous le commandement de Peter de Lacy, attaquent Gävle par le sud, en suivant la route de Harnäs qu'ils viennent d'occuper, et arrêtent Hamilton devant la ville, près de Järvsta. Les Russes tentent plutôt d'attaquer la ville par la mer, mais la batterie de 10 canons de Fredriksskans suffit à repousser leurs forces à trois reprises. Une dernière tentative est faite pour prendre la ville en débarquant des forces au nord, à Engesberg. Hamilton déplace rapidement les forces de défense vers le nord pour stopper l'attaque. Le 2 août, de Lacy abandonne et rentre chez lui avec ses forces.

### Époque contemporaine
Entre le milieu des années 1800 et le début des années 1900, la Suède a connu de mauvaises récoltes et un taux de chômage élevé, ainsi qu'une oppression politique et religieuse, et les rencontres religieuses en dehors de l'Église d'État n'étaient pas autorisées. Cela a conduit de nombreux Suédois à émigrer vers d'autres pays tels que les États-Unis. Au début de l'ère de l'émigration, Gävle était l'une des villes d'où partaient les gens pour se rendre aux États-Unis. Les habitants du Gästrikland et d'autres comtés voisins se rendaient dans la ville portuaire de Gävle et commençaient à partir pour l'Amérique.
50 000 Russes qui se trouvaient en Allemagne au début de la Première Guerre mondiale ont traversé la Suède jusqu'à Gävle, où ils se sont rassemblés au port avant de repartir en bateau à vapeur vers la Russie.
Le port de Gävle a été utilisé pour le commerce pendant la Première Guerre mondiale et, par conséquent, certains navires de Gävle ont été coulés pendant la campagne allemande de guerre sous-marine à outrance. C'est le cas du voilier Jönköping, qui a été coulé alors qu'il se rendait de Gävle à Raumo avec une cargaison de cognac et de champagne pour le tsar. Un cargo finlandais est coulé au large de Gävle.
En juin 1945, 800 prisonniers de guerre soviétiques transitent d'Oslo à Gävle où ils sont transportés à bord du bateau Aldebaran à travers la mer Baltique vers l'Union soviétique.
Dans les années 1950, un vaste projet de réaménagement du centre de la ville a été lancé. Vers 1970, Gävle devient un grand district urbain lorsqu'elle est réunie avec les municipalités voisines de Valbo, Hamrånge, Hedesunda et Hille. De nouvelles banlieues comme Stigslund, Sätra, Andersberg et Bomhus se sont développées autour de la ville centrale.
En 1986, à la suite de la catastrophe nucléaire de Tchernobyl, Gävle a subi un dépôt important de radionucléides, dépassant 185 kBq/m2. L'impact a été beaucoup plus important que dans d'autres régions d'Europe occidentale et Gävle est ainsi devenue l'une des zones les plus touchées en dehors de l'Union soviétique. Entre 1905 et 1997, le régiment I14 était situé à Gävle.

## Géographie
Gävle est située au bord de la mer Baltique, près de l'embouchure de la rivière Dalälven. À 60 degrés nord et 17 degrés est, Gävle a la même latitude qu'Helsinki et la même longitude que Vienne et Le Cap. Les municipalités limitrophes sont Söderhamn, Ockelbo, Sandviken, Heby, Tierp et Älvkarleby. Sandviken se trouve à 20 km à l'ouest de Gävle.

## Galerie

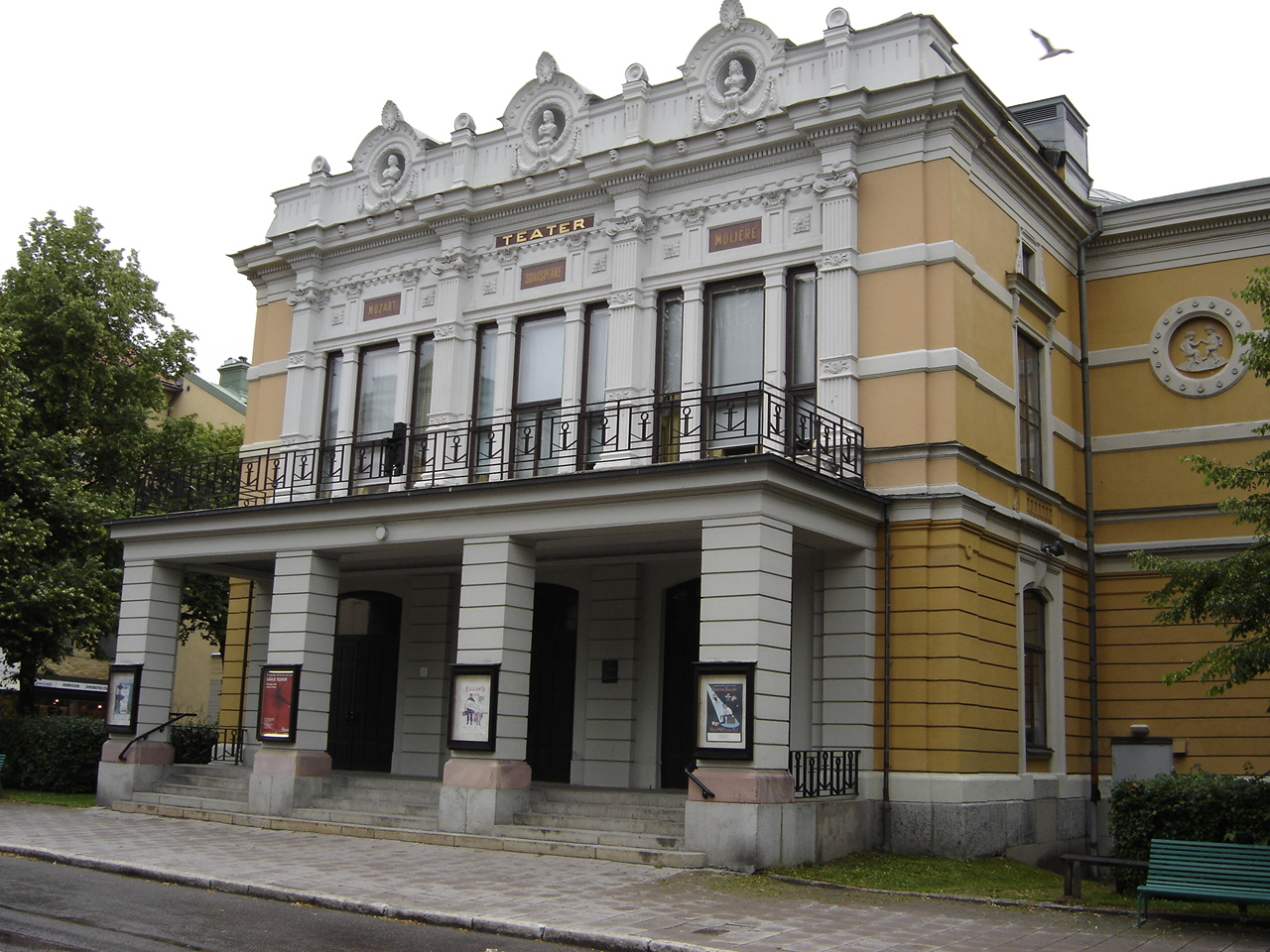
Théâtre
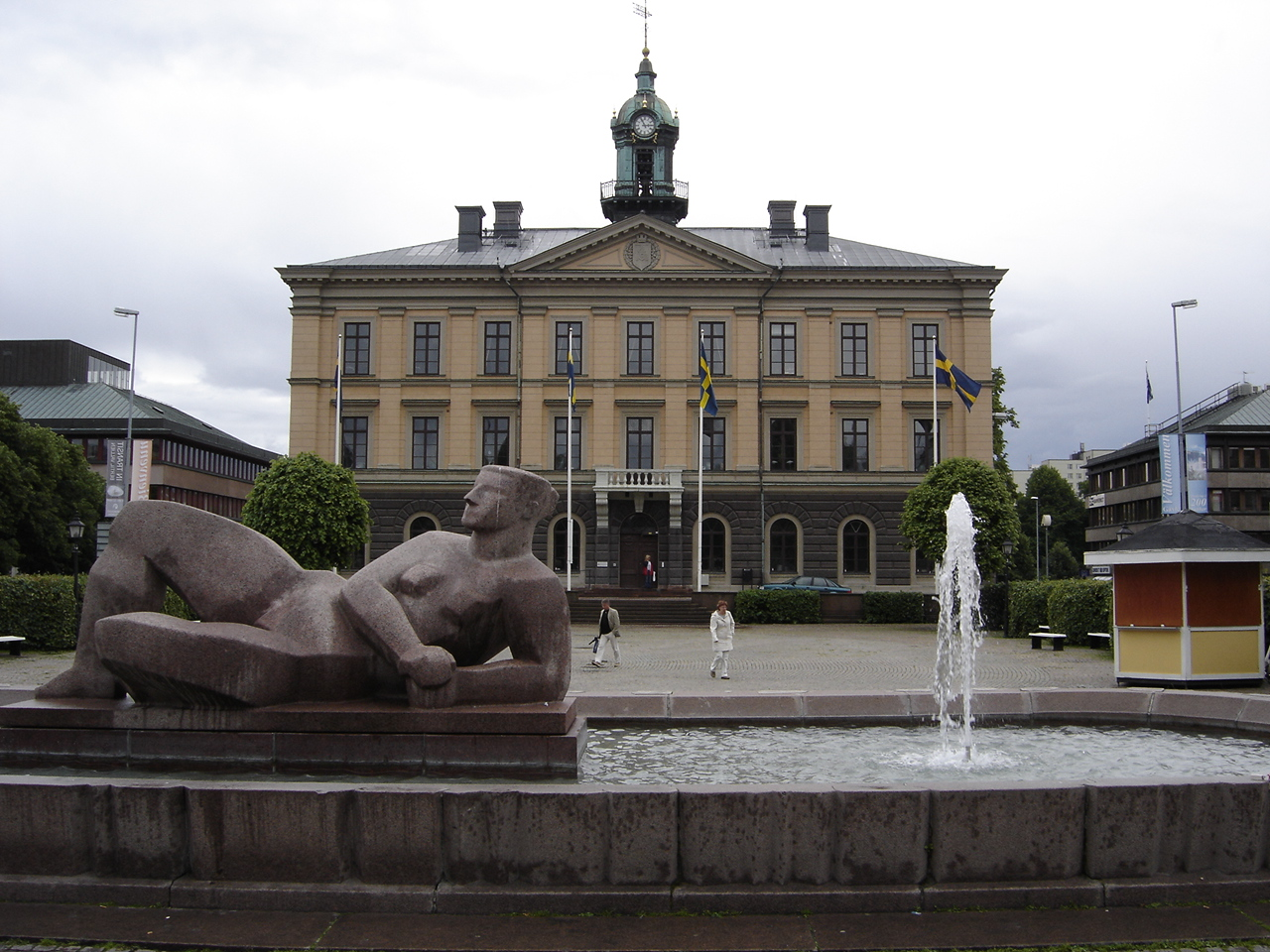
Hôtel de ville
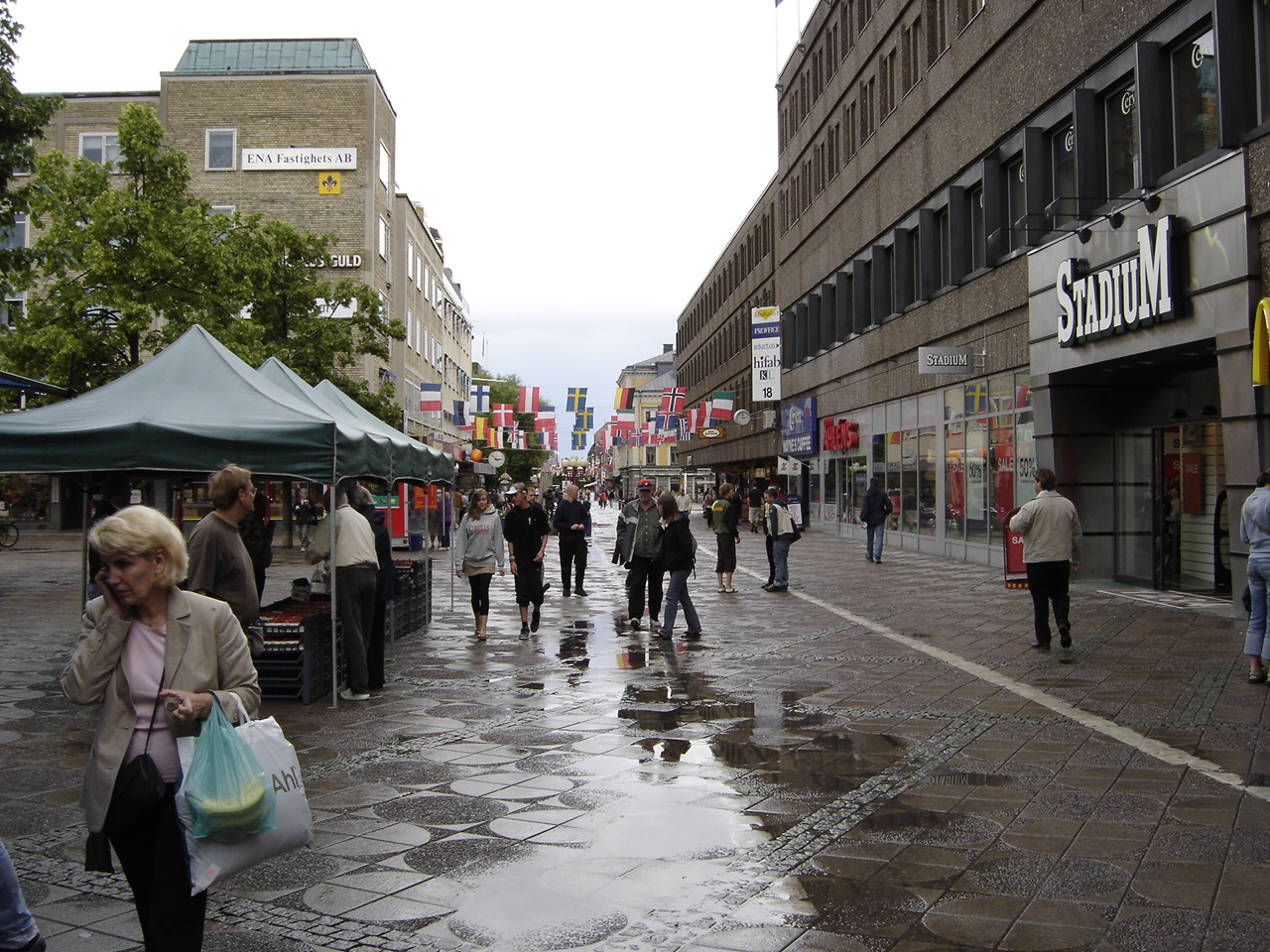
rue piétonnière du centre-ville
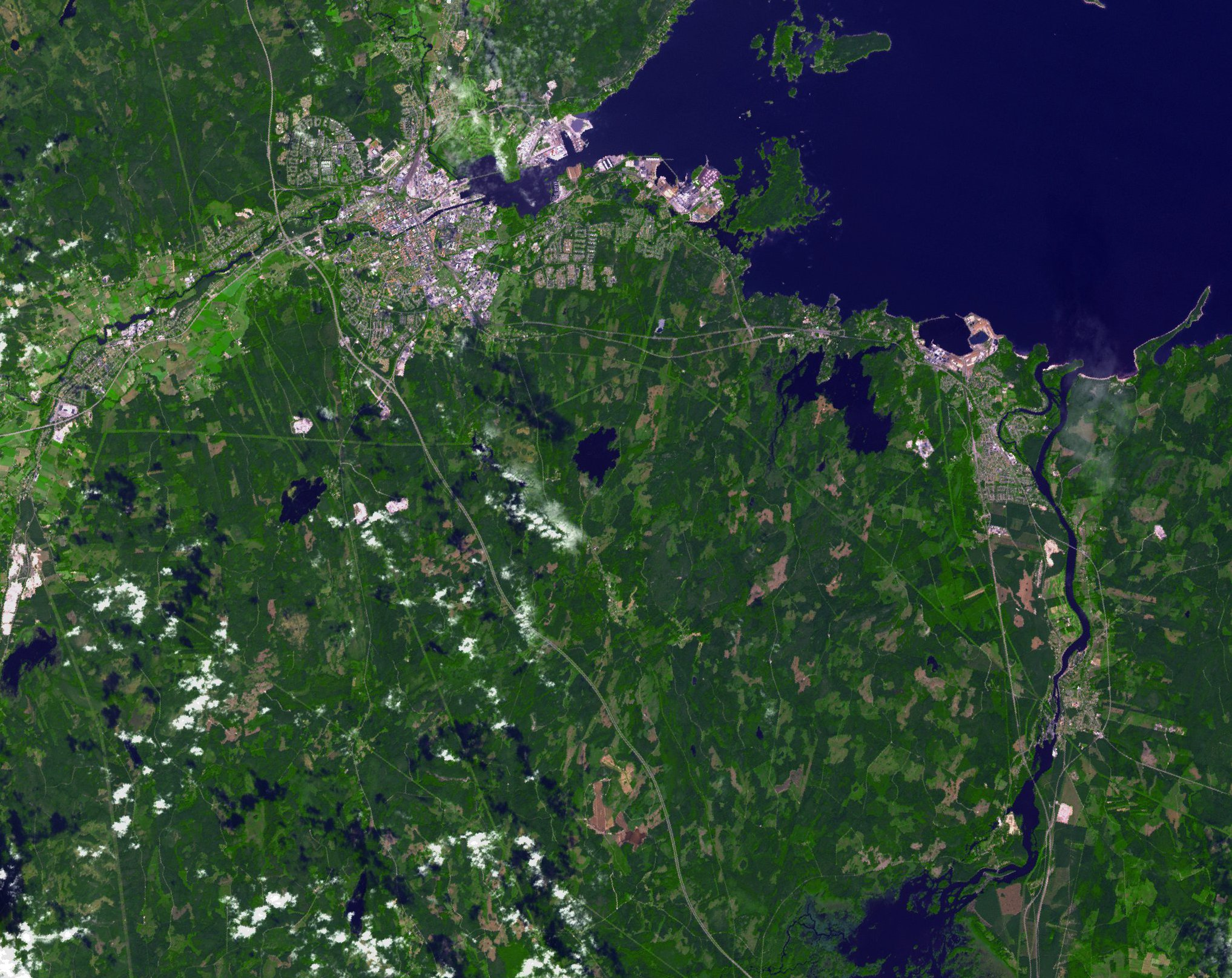
Gävle (à gauche) et l'embouchure du Dalälven

## Économie
Le commerce à partir du port de Gävle s'est considérablement développé au cours du XVe siècle, lorsque le cuivre et le fer ont commencé à être exportés à partir du port. Afin de s'assurer que tous les échanges commerciaux passent par Stockholm, la navigation vers les ports étrangers à partir de Gävle et de quelques autres ports a été interdite.
Au XVIe siècle, Gävle était l'une des villes portuaires et marchandes les plus importantes, avec de nombreuses compagnies maritimes et des chantiers navals.
En 1787, Gävle s'est vu attribuer des « droits de navigation libres et illimités » à destination et en provenance de ports étrangers. Cela a entraîné une augmentation du commerce, qui a à son tour entraîné une augmentation des constructions, des développements industriels, du commerce et de la navigation.
De 1910 à 1979, Gefle Porslinfabrik a fabriqué des produits en porcelaine. L'usine, appelée localement "Pottan", s'est battue pendant la Première Guerre mondiale pour obtenir de l'argile qui lui permettrait de continuer à fabriquer des produits de haute qualité. En raison des coûts élevés du transport et du charbon, l'usine a dû augmenter le prix de ses produits de 40 %.
Aujourd'hui, il ne reste que peu de compagnies maritimes ou de chantiers navals, mais un port important subsiste. Il accueille plus de 1 000 navires par an et figure parmi les dix premiers ports de Suède.

## Sport
La ville organise la 12e édition des Championnats d'Europe espoirs d'athlétisme 2019 dans l’enceinte du Gunder Hägg-stadion.

## Patrimoine et culture
Depuis 1966, l’association des commerçants et la mairie construisent sur la place du château un Julbock géant, le bouc de Gävle. Cette structure est censée rester en place du premier dimanche de l’avent jusqu’à début janvier, mais elle est souvent incendiée ou détruite par d’autres moyens au cours du mois de décembre.
Depuis 1970, le musée suédois des chemins de fer est installé dans la ville de Gävle.

## Personnalités liées à la commune
- Sivi Aberg, actrice
- Erik Acharius, botaniste et médecin
- Ewald Dahlskog (1894-1950), peintre, sculpteur et céramiste, y est mort.
- Joe Hill, chanteur engagé membre de l'IWW, né à Gävle
- Leif Holmqvist
- Elisabeth Högberg
- Bo Linde, compositeur (1933-1970)
- Bengt Westerlund, astronome (1921-2008), né à Gävle
- The Sound of Arrows, groupe de musique électronique
- Grizzly Twister, groupe de Hardcore
- Edvard Westman, peintre, né à Gävle en 1865
- Ardalan Shekarabi, ministre
- Jakob Silfverberg, joueur de hockey sur glace suédois, évoluant actuellement avec les Ducks d'Anaheim en LNH.
- Carl Leopold Sjöberg (1861-1900), compositeur, peintre et médecin né à Gävle.